# Mangusta abuvudan
Mangusta abuvudan (Ichneumia albicauda) či promyka abuvudan nebo promyka běloocasá je velký druh mangusty obývající velkou část subsaharské Afriky a jih Arabského poloostrova. Patří mezi největší promykovité šelmy, dosahuje celkové délky mnohdy přes 1 metr a hmotnosti i více než 5 kg. Pohlavní dimorfismus je nevýrazný, samci bývají o něco větší. Typické pro tuto mangustu jsou dlouhé nohy, níže posazená přední část těla a šedo-hnědo-černo-bílá barva srsti. Ocas obvykle bývá v porovnání se zbytkem těla podstatně světlejší, většinou stříbřité či bílé barvy. Žije v různých druzích otevřenějších lesů, na savanách, křovinatých biotopech a stepích. Toleruje i lidmi pozměněnou krajinu. Vyhýbá se pouštím a hustým lesům. Jedná se převážně o nočního živočicha, který žije většinou osamoceně, jen dočasně v párech či menších skupinkách. Rozmnožování bývá sezónní, k porodům dochází obvykle v období dešťů. Počet mláďat v jednom vrhu je 1 až 4. Dospělci se živí především hmyzem, jídelníček si doplňují i menšími obratlovci a v malé míře i plody rostlin. Občas se přiživují i na mršinách či odpadcích. Doba dožití v zajetí se pohybuje od 10 do 14 let. Tato mangusta nemá zásadní přirozené nepřátele, mj. i díky účinné antipredační ochraně, avšak větší šelmy ji mohou za určitých podmínek zabíjet. Mezinárodní svaz ochrany přírody neshledává pro tento druh žádné zásadní hrozby a vede ho jako málo dotčený.

## Taxonomie
Mangustu abuvudan popsal francouzský přírodovědec Georges Cuvier v roce 1829 pod vědeckým jménem Herpestes albicauda. Druhové jméno bylo zvoleno kvůli jejímu bílému ocasu (z latinského albus = bílý, cauda = ocas). Později byla francouzským zoologem Isidorem Geoffroyem Saint-Hilaire přeřazena do rodu Ichneumia, který je monotypický, tedy obsahuje jen tento jediný druh. Název rodu pochází z řeckého ichneumon a znamená „stopař“. Patří do čeledi promykovitých a v češtině se pro ni používá jak název mangusta, tak promyka. Nejbližšími příbuznými jsou mangusty rodů Cynictis, Rhynochogale a Bdeogale. Druh se dělí na 6 nebo 7 poddruhů. Poddruhy byly vyděleny převážně na základě zbarvení a validita některých z nich je sporná. Jedná se o:
- Ichneumia albicauda albicauda (Cuvier, 1829) – oblast Sahelu od Somálska, Eritrey a Súdánu po Senegal, Arabský poloostrov
- Ichneumia albicauda dialeucos (Hollister, 1916) – severovýchod východní Afriky
- Ichneumia albicauda grandis (Thomas, 1890) – jižní a jihovýchodní Afrika
- Ichneumia albicauda haagneri Roberts, 1924 – jižní Afrika
- Ichneumia albicauda ibeanus (Thomas, 1904) – středovýchodní a východní Afrika
- Ichneumia albicauda loandae (Thomas, 1904) – jihozápadní Afrika a jižní část střední Afriky
- Ichneumia albicauda loempo (Temminck, 1853) – okraje lesů západní a severu střední Afriky[11]

Místní názvy pro tuto šelmu v oblasti jižní Afriky jsou: White-tailed Mongoose (angličtina), Witstertmuishond (afrikánština) Ubuchakide (Ndebele), Jerenyenje (Shona), Liduha (Swazi), Tlolota (Tsonga), Lesalamotlhaka, Lesêlamotlhaka, Mokala, Mosalamotlhaka, Mosêlamotlhaka, Sesêlamotlhaka (Tswana), Mutsherere (Venda), Ingqwalashu (Xhosa), Gqalashu (zuluština).

## Popis

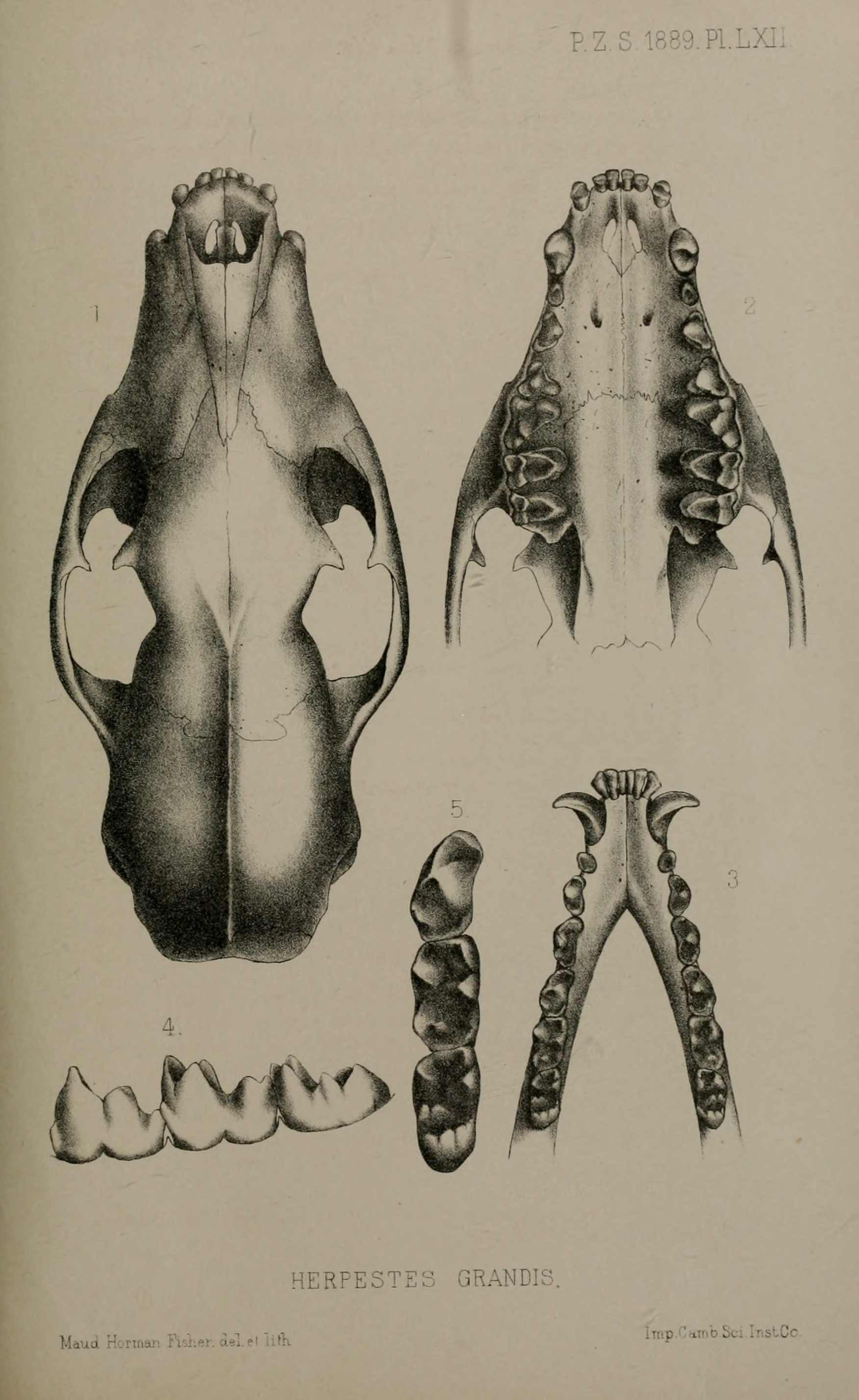
Kresba lebky mangusty abuvudan

Mangusta abuvudan je velká promykovitá šelma, zbarvená obvykle šedě, případně šedohnědě, s černými končetinami a šedým, stříbrošedým až bílým ocasem. Uši má menší, kulaté a lehce osrstěné. Jedinci z oblastí s vyššími srážkami mají zbarvení velmi tmavé až melanické, zatímco jedinci ze sušších stanovišť jsou světle šedí. Ač bílý ocas patří mezi rozlišovací znaky této mangusty, jedinci s černým ocasem jsou známí z celé oblasti výskytu. V západní Africe dokonce převažují nad běloocasými. Končetiny jsou tmavé a dlouhé, přičemž zadní dosahují větší délky než přední. Zakončeny jsou pěti prsty s robustními zahnutými drápy, jež měří až 14 mm. Anální žlázy slouží nejspíše ke značkování teritoria. Samice mají tři páry bradavek (někteří autoři udávají dva páry). Podsada měří na délku asi 15 mm. Pesíky dorůstají 40 mm až 100 mm a nejdelší jsou v zadní části těla a na ocase.
Hmotnost se pohybuje od 1,8 po 5,2 kg. Pohlavní dimorfismus je uváděn jako nevýrazný, samci bývají o něco větší a těžší. Průměrné hodnoty hmotností pro samce se udávají 3,6 kg, nebo 4,5 kg, pro samice 3,4 kg, respektive 4,1 kg. Celková délka většinou přesahuje 1 metr a největší jedinci mohou měřit až okolo 1,5 metru. Délka těla od špičky čenichu po kořen ocasu se pohybuje od 47 do 104 cm, ocas měří 34 cm až 49 cm. Délka lebky je 9,6 až 11,6 cm. Špičáky mají ostrý konec a jsou lehce zahnuté. Celkově jsou zuby široké a těžké, především poslední premoláry a první dvě stoličky. Zubní vzorec má podobu I 3/3, C 1/1, P 4/4, M 2/2 = 40 zubů.

## Rozšíření, biotop
Tento druh mangusty žije v subsaharské Africe od Gambie a Senegalu na západě, po Africký roh na východě a jihovýchod jižní Afriky na jihu. Obývá také pobřežní pás jižní části Arabského poloostrova, kam se dostala asi před 32 500 lety při jedné kolonizační vlně. V Rudém moři ji lze nalézt i na ostrově Farasan, kam byla nejspíše zavlečena lidmi. Konkrétně obývá tyto státy: Angola, Benin, Botswana, Burkina Faso, Čad, Džibutsko, Egypt, Eritrea, Etiopie, Gambie, Ghana, Guinea, Guinea-Bissau, Jemen, Jihoafrická republika, Jižní Súdán, Kamerun, Keňa, Kongo, Konžská demokratická republika, Lesotho, Malawi, Mali, Mosambik, Namibie, Niger; Nigérie; Omán; Pobřeží slonoviny, Saúdská Arábie, Senegal, Sierra Leone, Somálsko, Spojené arabské emiráty, Středoafrická republika, Súdán, Svazijsko, Uganda, Zambie, Zimbabwe. Vyskytuje se od pobřeží až do nadmořské výšky 3500 metrů.
Typickým stanovištěm mangusty abuvudan jsou travnaté oblasti (stepi, savany) a lesy. Nežije v tropických deštných lesích, v pouštích, polopouštích a na horách nad hranicí lesa. Je flexibilní a dokáže se adaptovat na antropogenní zásahy do krajiny. Běžně se vyskytuje v zemědělských oblastech, byla spatřena na zahradách, na plantážích a ve městech, kde se přiživuje na zbytcích potravin.

## Biologie

### Chování, teritorialita
Mangusta abuvudan je nejběhavější ze všech mangust. Lezení po stromech ji činí problémy, ale plavkyně je obstojná. Drápy má sice vhodné k hrabání, ale zdá se, že si nehrabe svá vlastní doupata, a používá ta po jiných zvířatech, například po hrabáčích. K odpočinku využívá též rozhrabaná opuštěná termitiště, dutiny stromů, skalní rozsedliny a opuštěné budovy. Každý jedinec disponuje obvykle více doupaty, která pravidelně střídá. Jedná se o zvíře s výrazně noční aktivitou, kdy po setmění opouští doupě a vrací se brzy ráno. Denní činnost byla nicméně v některých oblastech též zaznamenána.
Žije převážně samotářsky. Pokud jsou spatřeny skupiny, jde většinou o samici s mláďaty. Nicméně v oblastech s bohatými zdroji potravy se může shromáždit více jedinců najednou. Vypadá to, že jde o zvíře teritoriální. Velikost domovského okrsku se může pohybovat od 0,03 km2 až po více než 8 km2. Území samců je větší a zahrnuje 2 až 3 teritoria samic. Střety samců o území nebyla pozorována, pachové značky jsou nejspíše dostačující k tomu, aby k nim nedocházelo.
Sociální interakce bývá zaznamenána zřídka. Pokud k ní dojde, zvířata se navzájem obvykle očichávají (čenichy a genitálie) a pak pokračují každý svou cestou. K cizincům se někdy může místní jedinec chovat agresivně. K vyprazdňování dochází poblíž doupat, často je k tomu využívaná poměrně velká „latrína“. K emitaci pachu a tedy značkování používá anální žlázu. Mangusta je zvíře většinou tiché, ale někdy může vydávat chrčivý či štěkavý zvuk, například, když se cítí ohrožená nebo se snaží bránit.

### Potrava
Mangusta abuvudan je převážně hmyzožravá. Preferuje přitom termity, brouky, kobylky, cvrčky a larvy brouků. Další složku potravy tvoří obojživelníci, myšovití, plazi, ptáci, malí hmyzožravci a někteří další zástupci bezobratlých, například plži. Poměr jednotlivých složek potravy závisí i na ročním období. V době dešťů převažuje hmyz, v suchém období pak roste podíl obratlovců. Jako mnohé další mangusty i tento druh je schopen ulovit jedovaté hady. Živí se i vejci a nepohrdne ani mršinami. Doplňkovou část potravy tvoří ovoce a rostlinný materiál, občas se přiživí na potravinových odpadcích. Hledání potravy probíhá osamoceně a především za pomoci čichu. Může trvat 6 až 8 hodin a mangusta přitom urazí 4 až 5 km, přičemž prokřižuje prakticky celé své teritorium. Někdy k lovu bezobratlých využívá kulturní krajinu, kde dochází ke kumulaci hmyzu (noční osvětlení, odpadky, silnice, chovy dobytka).

### Rozmnožování, dožití
O rozmnožování mangust abuvudan není k dispozici dostatečné množství informací. V době říje, což zřejmě bývá na konci období sucha, se samec a samice na několik hodin sdružují do párů. Dochází ke kopulaci, která trvá 5 až 40 sekund a probíhá asi 15 až 20krát. Někdy samice se samcem ještě určitou dobu po kopulacích zůstává, jindy si krátce poté najde jiného samce, s nímž se rovněž spáří. Doba březosti je odhadována na 2 měsíce. Mláďata se rodí nejčastěji, ale nikoli výhradně, v období dešťů, což se může regionálně časově lišit. Dochází k tomu nejspíše v doupatech. Ve vrhu jich bývá 1 až 4, nejčastěji 2. Mláďata jsou po narození slepá a holá. Jedno po narození změřené mládě vážilo 81 gramů a měřilo i s ocasem necelých 25 cm. V době odchovu mláďat bývá samice velmi agresivní a schopná napadnout jakéhokoliv vetřelce. Nezávislá se mláďata stávají asi ve věku 9 měsíců, ale často i poté se pohybují nějakou dobu (cca 4 měsíce) v mateřském teritoriu a samice spolu mohou tvořit malé, dočasné skupiny. V zajetí se mangusty mohou dožít 10 až 14 let. Doba dožití v přírodě není známa. 

### Přirození nepřátelé, paraziti
Mangusta abuvudan může být zabita různými většími predátory, ale nejspíše se tak neděje často. Byly zaznamenány případy, kdy byla usmrcena levhartem, psy hyenovými a v urbánních oblastech potulnými psy domácími. Mláďata se mohou stát kořistí větších dravých ptáků. Schopnost obrany proti predátorům je považována za velmi účinnou, především pomocí výhrůžného postoje, kousání a smrdutých výměšků z análních žláz.

Mezi parazity se řadí různá klíšťata (např. Amblyomma hebraeum a Rhipicephalus appendiculatus), blechy, roztoči a vši. Jako vnitřní paraziti byli zaznamenáni hlístice a tasemnice.

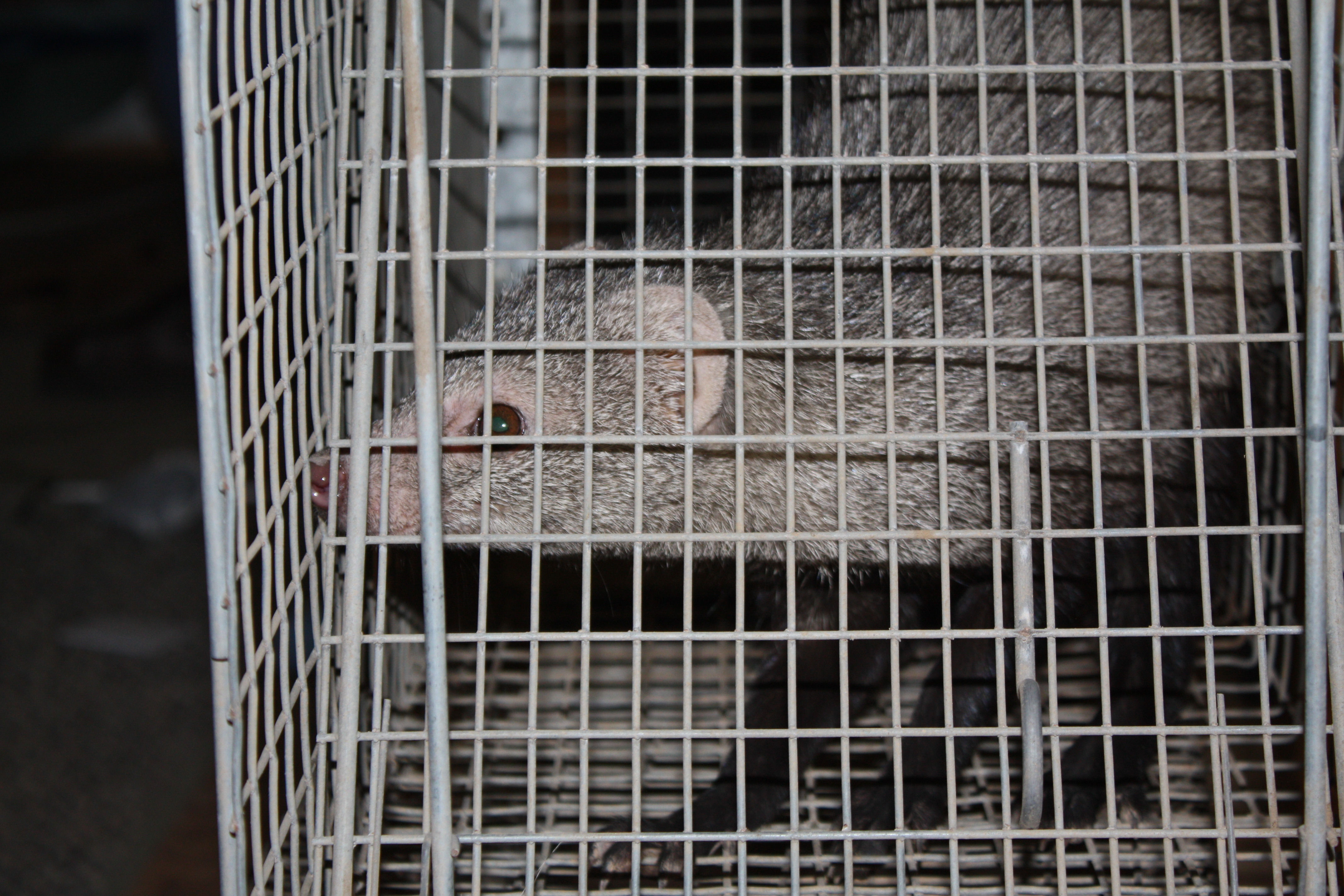
Jedinec chycený v kleci

## Interakce s lidmi, hrozby
Mezinárodní svaz ochrany přírody vyhodnocuje mangustu abuvudan jako druh málo dotčený. Udává při tom, že jí nehrozí žádné zásadní nebezpečí. Její populace je stabilní a obývá mnoho chráněných oblastí. Nicméně člověk je považován za jediného skutečného, i když jen příležitostného lovce této šelmy. Noční hledání potravy na silnicích mohou být pro mangusty nebezpečné kvůli střetům s vozidly, takových případů bylo zaznamenáno mnoho. Občas může být chycena nebo zabita v rámci programů na kontrolu predátorů, jež jsou ale zaměřeny na šakaly a karakaly. Kůže bývá v omezené míře využívána některými komunitami (jihoafričtí Vendové) k ceremoniálním účelům. Mangusta není lovena jako zdroj masa z divočiny, tzv. bushmeat. Někteří jedinci byli odchyceni a jejich chování pozorováno v zajetí. Nelišilo se od běžného chování, kupříkladu zvířata byla aktivní především v noci a ve dne odpočívala a spala, byla obvykle tichá a hlasově se projevovala jen při rozrušení.